# 风云四号B星
风云四号B气象卫星是风云四号静止气象卫星系列的第二颗卫星，也是中国第一颗第二代静止气象卫星业务星，于2021年6月3日0时17分通过长征三号乙运载火箭在西昌卫星发射中心发射升空。2021年7月1日，风云四号B星成功获取首批高精度高时效可见光观测图像。2023年3月5日，风云四号B星成功接替风云四号A星，在东经105度的静止轨道上开展业务服务。

## 性能
风云四号B星为风云四号A星的升级版本，能提供最高250米分辨率和0.05摄氏度的观测精度，是风云四号A星的两倍，可以提供优于1分钟间隔的区域高分辨率昼夜连续监测。与风云四号A星相比，新增了地球静止轨道高速成像仪（GEO High-speed Imager，GHI），提供高速、高分辨率地区成像能力；多通道扫描成像辐射计（Advanced Geo. Radiation Imager，AGRI）增加7.24-7.60μm波段，并将2.1μm和3.5μm波段的空间分辨率提高到2千米；干涉式大气垂直探测仪（Geo. Interferometric Infrared Sounder，GIIRS）波长范围扩展到680~1130cm^-1，可见频段的空间分辨率提升到1千米。

## 外部連結
- 国家气象卫星中心--风云四号科研试验卫星